# Разноцветный тополёвый листоед
Разноцветный тополёвый листоед (лат. Plagiodera versicolora) — вид хризомелин семейства листоедов.

## Распространение
Встречается в голарктическом регионе, а также в Пакистане и на Тайване.

## Описание
Взрослый жук достигает в длину 2,5—4,5 мм.

## Экология и местообитания
Взрослый жук питается листьями ивы (Salix) и тополя (Populus).